# Монарх квінслендський

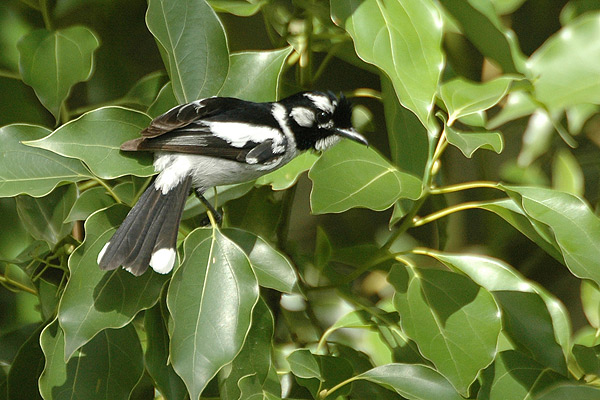
Квінслендський монарх

Монарх квінслендський (Carterornis leucotis) — вид горобцеподібних птахів родини монархових (Monarchidae). Ендемік Австралії.

## Опис
Довжина птаха становить 13,5-14,5 см. Верхня частина тіла чорна, нижня частина тіла біла. На крилах і на голові білі плями.

## Поширення і екологія
Квінслендські монархи мешкають на північно-східному узбережжі Австралії. Вони живуть в тропічних і мангрових лісах.